# Takashi Umeda
Takashi Umeda (japanisch 梅田 高志 Umeda Takashi; * 30. Mai 1976 in der Präfektur Gifu) ist ein ehemaliger japanischer Fußballspieler.

## Karriere
Umeda erlernte das Fußballspielen in der Schulmannschaft der Gifu Technical High School. Seinen ersten Vertrag unterschrieb er 1995 bei den Seino Transportation SC. Der Verein spielte in der zweithöchsten Liga des Landes, der Japan Football League. Für den Verein absolvierte er 44 Spiele. 1998 wechselte er zum Ligakonkurrenten Oita Trinity (heute: Oita Trinita). 2002 wurde er mit dem Verein Meister der J2 League und stieg in die J1 League auf. Für den Verein absolvierte er 216 Spiele. 2008 wurde er an den Zweitligisten FC Gifu ausgeliehen. Für den Verein absolvierte er 39 Spiele. 2009 kehrte er zu Ōita Trinita zurück. Am Ende der Saison 2009 stieg der Verein in die J2 League ab. Für den Verein absolvierte er 30 Spiele. Ende 2010 beendete er seine Karriere als Fußballspieler.